# Cardassiani
I Cardassiani (in inglese Cardassians) sono una specie extraterrestre immaginaria dell'universo fantascientifico di Star Trek. Sono presenti soprattutto nella serie televisiva Star Trek: Deep Space Nine, ambientata nel periodo immediatamente successivo alla fine dell'occupazione militare cardassiana del pianeta Bajor.
Sono originari di Cardassia, un pianeta di classe M situato al limite dello spazio della Federazione Unita dei Pianeti, caratterizzato da un'estrema povertà di risorse naturali.

## Storia
Il popolo cardassiano è stato, alle sue origini, sostanzialmente pacifico e dedito alla cultura. I loro antenati, chiamati Ebitiani, hanno cosparso Cardassia Primo di una serie di sfarzose dimore ricche di reperti storici. Anche l'architettura cardassiana è considerata una delle più all'avanguardia della storia antica. L'estrema povertà di risorse naturali del loro pianeta natale ha portato all'avvento di un governo militare che, a costo di innumerevoli perdite e ricorrendo a un'inusuale (prima di allora) violenza, è riuscita a conquistare nuovi territori e a sviluppare nuove tecnologie.
Avendo sperimentato per un lunghissimo tempo le privazioni derivanti da un territorio povero di risorse, i Cardassiani sono decisamente possessivi verso il proprio territorio e non permettono ad alcuno di attraversare la zona smilitarizzata posta al confine con la Federazione (comportamento simile a quello che adottano i Romulani nei confronti della "zona neutrale").
La loro brama di nuove risorse li ha portati a occupare il pianeta Bajor nel 2316 e, nel corso di 53 anni di occupazione, a spogliarlo di ogni risorsa. L'occupazione inoltre è stata caratterizzata dalla crudeltà con cui i Cardassiani hanno trattato i Bajoriani, rinchiusi in campi di prigionia che erano dei veri e propri luoghi di sterminio.
Sebbene non sia chiaro quale sia il momento del primo contatto tra i Cardassiani e la Federazione, esso si può collocare all'incirca tra la fine del XXIII secolo e l'inizio del XXIV. Le due potenze interstellari hanno poi comunque combattuto una guerra, terminata negli anni 2360 con due trattati di pace, il secondo dei quali porta alla nascita dei ribelli Maquis nelle colonie cedute dalla Federazione.
I Cardassiani fanno la loro prima apparizione nella quarta stagione di Star Trek: The Next Generation, intorno al 2367. In quel periodo la guerra con la Federazione è finita da quasi un anno e si è conclusa con l'istituzione della zona smilitarizzata, nonostante i rapporti con la Federazione siano precari.
Dopo aver dovuto convivere suo malgrado per alcuni anni con il vincolo del secondo trattato stipulato con la Federazione, l'Unione Cardassiana, sotto il comando di Gul Dukat, si allea con il potente Dominio, nel tentativo di tornare una potenza dominante nel quadrante Alfa. Quest'alleanza non porta i frutti sperati ma solo morte e distruzione su Cardassia Primo. In seguito il comando passa al Legato Damar, ex vice di Dukat, il quale ha un atteggiamento patriottico e non potendo più sopportare la morte in battaglia dei suoi simili e l'atteggiamento sprezzante del Dominio, rompe l'alleanza e incita il popolo a rivoltarsi. Come ritorsione il Dominio occupa Cardassia e fa distruggere molte città, massacrando non solo i soldati ma anche la popolazione. Cardassia subisce l'occupazione per mesi prima che l'alleanza militare formata da Federazione, Klingon e Romulani riesca a sconfiggere gli invasori, nel 2376. A quel punto la civiltà cardassiana risulta praticamente semidistrutta. Non è chiaro cosa succeda in seguito, sebbene il finale della serie Deep Space Nine suggerisca che Elim Garak potrebbe diventare il nuovo Leader di Cardassia, e che questo significhi l'inizio di un'era di pace duratura con Bajor e la Federazione.

## Organizzazione sociale e giuridica
La struttura sociale e politica dell'Unione Cardassiana ricorda, sotto molti aspetti, quella dell'Unione Sovietica terrestre nel periodo della Guerra Fredda. 
Il governo cardassiano, di tipo militare, è suddiviso in varie sezioni chiamate "Ordini", ognuno dei quali ha competenze e mansioni diverse, ma tutti rispondono all'autorità del Comando Centrale Cardassiano. A capo dell'Unione vi è il Leader Supremo di Cardassia, il quale ha pieni poteri ed è molto simile a un dittatore, sebbene debba comunque confrontarsi con il governo prima di prendere decisioni importanti, ma può dichiarare alleanze e lo stato di guerra senza alcuna autorizzazione. Sotto il Leader Supremo vi sono i "Legati", che sono a capo dei vari ordini o comunque ricoprono cariche importanti, analoghe a quelle di un ministro o di un generale. 
Al comando di astronavi e sezioni militari vi sono i "Gul", termine che significa "comandante", anche se tale carica è analogo a quella di un capitano. I "Glim" invece hanno grado inferiore, analogo a un tenente. 
Da quanto vige il Primo Ordine Cardassiano, i processi cardassiani sono famosi per la peculiarità che la sentenza viene emessa prima dell'inizio del processo. Il processo serve solo a convincere l'opinione pubblica della vera colpevolezza del "criminale" e lo stesso viene spinto a confessare dopo che le prove divengono schiaccianti; inoltre gli avvocati cardassiani non hanno l'incarico di difensori ma di far sentire in colpa la persona accusata, cercando anche elementi personali o eventi storici che potrebbero aver portato la persona a commettere il crimine. I processi vengono trasmessi su megaschermi posti sui palazzi per celebrare la giustizia cardassiana che, per definizione, non può mai sbagliare. L'unica possibilità di difesa può arrivare da uno che in passato ha collaborato con i Cardassiani. Un esempio è quando Miles O'Brien è stato accusato di star trasportando armi ai Maquis ed è stato difeso da Odo, che in passato è stato un assistente dei Cardassiani, quando Deep Space Nine era ancora Terok Nor e sotto il controllo cardassiano. Normalmente vengono eseguite condanne a morte, ma Benjamin Sisko è riuscito a convincere Dukat a commutare la pena di morte di Thomas Riker in carcere a vita.

## Ordine Ossidiano
L'Ordine Ossidiano (o IX Ordine) è il servizio segreto dell'Unione Cardassiana. I suoi membri sono conosciuti in tutti i quadranti Alpha e Beta per la propria meticolosità, diligenza e crudeltà; essi sono «gli occhi e le orecchie sempre vigili dell'Unione Cardassiana». Elim Garak sostiene che un cittadino cardassiano non possa mangiare senza che ogni portata sia registrata e debitamente annotata e classificata. Lo stesso Garak afferma inoltre che i sistemi di archiviazione sviluppati dall'Ordine Ossidiano sono i migliori di sempre. L'efficienza dell'Ordine Ossidiano sembra essere superiore perfino a quella della temuta Tal Shiar romulana.
L'Ordine Ossidiano possiede una grande autonomia, che gli è concessa direttamente dal sistema legislativo cardassiano: è ovvio che ogni membro debba comunque rispondere in prima persona alle autorità presenti nell'Ordine. L'autorità separata dell'Ordine Ossidiano gli permette tra l'altro di avere degli equipaggiamenti privilegiati allo scopo di operare al meglio in ogni situazione.
Benché la legge cardassiana lo proibisca esplicitamente, l'Ordine Ossidiano ha in dotazione navi da guerra di classe Keldon, più veloci delle navi di classe Galor distribuite alla Milizia Cardassiana; inoltre queste navi sono state modificate e riconfigurate per montare banchi phaser della classe Galor, i più potenti di tutta la flotta.

## Istruzione
Le nuove generazioni sono tenute in ottima considerazione, al punto da essere considerate il fulcro della società: istruirle è fondamentale, poiché esse rappresentano il futuro di Cardassia. Il sistema educativo cardassiano è tra i più efficienti di tutto il quadrante Alfa. Uno dei motti dell'Unione è "L'educazione è Potere!".
I bambini cardassiani ricevono un'istruzione completa e molto severa. Fin dall'età di 4 anni vengono inoltre sottoposti a un intenso programma di addestramento mentale dove gli viene insegnato il senso del dovere e della fedeltà verso lo Stato, a non fidarsi delle altre specie potenzialmente ostili, a reprimere il più possibile le proprie emozioni per non fornire indizi al nemico, a saper riconoscere gli inganni e a come aggirarli per portarsi in una condizione di vantaggio. Raramente viene lasciato loro spazio per lo svago perché, come sostiene Gul Dukat, la cosiddetta "gioia di crescere" viene considerata come "vulnerabilità". 
Coloro che si dimostrano più meritevoli vengono in genere avviati verso la carriera militare. La maggior parte dei membri più potenti del governo, infatti, hanno in passato ricoperto cariche militari.

## Caratteristiche

### Biologia
I Cardassiani sono umanoidi dalla carnagione color grigio chiaro. Il loro sangue appare più denso di quello umano e di colore marrone scuro. Sono caratterizzati dal collo spesso allungato, le spalle larghe e diverse protuberanze ossee piuttosto evidenti intorno agli occhi, sulle tempie, e distribuite su tutto corpo. Il loro naso è più sporgente rispetto agli Umani. La fronte è più ampia e presenta al centro una protuberaza ossea a forma di goccia. I capelli sono in genere lisci, color nero corvino e tendono a diventare grigi solo in età molto avanzata. Inoltre i maschi sono privi di barba sul volto.
Poiché il loro pianeta ha una temperatura mediamente più alta della Terra, i Cardassiani prediligono ambienti caldi, sopportano bene le alte temperature e l'aria rarefatta, ma tollerano poco il freddo. Fisicamente hanno una forza pari o poco superiore a quella umana. Il loro udito è meno sviluppato di quello umano, mentre sono dotati di un'eccezionale memoria fotografica.
Le zone erogene dei Cardassiani, perlomeno nelle donne, risiedono nel collo.
La gravidanza di una donna cardassiana dura quanto quella umana, e sono possibili gravidanze miste con altre specie.
L'aspettativa di vita di un cardassiano è pari a quella umana.

### Caratteristiche psicologiche
I Cardassiani vengono da subito mostrati come antagonisti, malgrado all'inizio non sussista alcuna guerra fra loro e la Federazione. Sono possessivi, aggressivi, sempre sulla difensiva ed estremamente diffidenti nei confronti delle altre specie. A una prima occhiata appaiono freddi, seri, e non traspare in loro alcuna emozione positiva. Hanno la caratteristica di essere profondamente ambigui: da un lato sono crudeli, bellicosi e spietati, dall'altro accondiscendenti, diplomatici e cortesi. 
Sono sempre pronti a combattere, anche se in genere non attaccano mai senza un motivo preciso (solitamente per vendetta o per necessità di risorse). La loro rabbia non è però ancestrale, bensì plasmata in secoli di povertà e ripetute guerre.
Pur diventando sovente irascibili e impulsivi per futili motivi, i Cardassiani sono una specie intelligente, astuta e tatticamente all'avanguardia. Possiedono un livello di tecnologia abbastanza avanzata, per alcuni aspetti inferiore a quella della Federazione, mentre dal punto di vista tattico-militare hanno conoscenze superiori. I loro metodi di tortura, in particolare, si sono rivelati molto efficaci per carpire informazioni.
Le donne cardassiane hanno pari diritti e opportunità con gli uomini e inoltre le differenze tra maschio e femmina non sono molto evidenti, in quanto la donna cardassiana ha un forte temperamento e riesce a essere ostile e subdola quanto l'uomo, se non peggio (caratteristica comune sia ai Romulani che ai Klingon). Poiché comunque sono dotate di maggiore intelligenza, la maggior parte delle donne cardassiane non serve nell'esercito e sceglie di dedicarsi alla ricerca scientifica, all'insegnamento o gli studi di legge: in questi ambiti le donne cardassiane godono di maggiore stima rispetto agli uomini.
All'epoca di Star Trek: The Next Generation e Star Trek: Deep Space Nine i Cardassiani vivono costantemente in un rigido governo di tipo militare. Sono dunque bellicosi quando occorre, non si tirano mai indietro quando si tratta di combattere e vanno alla ricerca del conflitto. La loro diffidenza e il rifiuto di essere sottomessi da altri li porta a ragionare sempre in modo strategico, a instaurare governi militari e rifornire di armi le loro colonie per poter essere sempre preparati in caso di guerra.  
In diverse occasioni, complice il loro carattere altalenante, alcuni Cardassiani mostrano inaspettatamente un lato più empatico e sensibile: accade per esempio che vogliano intraprendere un conflitto per ragioni territoriali , ma poiché sono ben consapevoli delle perdite di risorse e di soldati che esso comporterebbe, depongono le armi e si mostrano più ragionevoli e comprensivi. A dispetto del loro atteggiamento, sembra vogliano rimanere in pace, in quanto un'altra interminabile guerra potrebbe portarli all'autodistruzione. Questa singolare ambiguità viene enfatizzata nel personaggio di Elim Garak il quale, pur servendo l'Unione Cardassiana come spia, non approva molte scelte del suo governo e si schiera spesso dalla parte della Federazione.  
I Cardassiani sono un popolo fiero ed orgoglioso. Non sembrano avere usanze religiose, ma tengono molto ai valori della vita e della famiglia: per un Cardassiano è importante avere una famiglia numerosa, in salute ed il più possibile unita. Quando a morire sono i loro compagni (o in alcuni casi, i propri figli), si rattristano e diventano subito vendicativi. Sebbene siano in genere descriti come aggressivi e violenti, i Cardassiani non sono un vero e proprio "popolo guerriero" come i Klingon, in quanto non hanno lo stesso senso dell'onore e spesso ritengono più efficace ricorrere a sotterfugi, menzogne e spionaggio per raggiungere i propri scopi. Sembrano anche avere poco rispetto reciproco: non è raro che siano in totale disaccordo fra di loro e arrivino allo scontro che, nella maggior parte dei casi, ha il solo effetto di far perdere risorse a entrambe le fazioni.
I loro nemici giurati sono i Bajoriani, un popolo pacifico, fiero e avanzato in antichità (molto simili agli antenati dei Cardassiani) che ha subìto pesantemente l'occupazione cardassiana. Terminata quest'ultima, i Bajoriani, a cui era stato tolto tutto, nutrono un profondo rancore per tutti i Cardassiani per le atrocità da loro commesse e non esitano a sabotarli in ogni modo. Dal canto loro, i Cardassiani hanno accettato controvoglia di ritirarsi da Bajor, e negano molti dei fatti atroci avvenuti nei campi di sterminio, non esitando a trovare un pretesto per potersi "vendicare" di essere stati sconfitti (cosa che si concretizzerà, per un breve periodo, durante la Guerra del Dominio).
Vi sono però rari casi di collaborazione fra Bajoriani e Cardassiani ed è sorprendente notare come entrambi non abbiano caratteri così opposti come si potrebbe pensare.
Inizialmente tutti i Cardassiani che compaiono nella serie sono militari: indossano sempre una divisa di colore grigio scuro con diverse protuberanze rigide e calzano pesanti stivali. Nella serie Deep Space Nine vengono mostrati invece diversi Cardassiani civili.  
Esiste una minoranza di Cardassiani chiamata "La vera via" che non riconosce l'alleanza con la Federazione e tenta di sabotarla, ma esiste anche un gruppo di dissidenza cardassiana contraria al regime militare, che scatena proteste per chiedere un governo democratico e l'instaurazione di rapporti di pace duraturi sia con la Federazione che con Bajor. 

### Alimentazione
Gli alimenti della dieta cardassiana non sono menzionati di frequente e in parte ciò è dovuto al fatto che i loro cibi risultano indigesti e dal sapore sgradevole per gli altri umanoidi. 
Uno dei loro alimenti più noti è la Salsa Yamok, un condimento per le pietanze. Producono una bevanda alcolica, il Kanar, un liquore denso color marrone scuro, molto apprezzata dai Cardassiani ma considerata troppo amara da tutti gli altri. Altra bevanda tipica è il tè di foglie rosse, dal sapore molto più intenso rispetto a quello terrestre. Quando sono lontani da casa, tuttavia, molti Cardassiani prediligono i cibi di altri mondi.

## Cardassiani e Maquis
L'occupazione senza troppi scrupoli di molti pianeti ha inevitabilmente causato l'inimicizia dei popoli conquistati verso tutti i Cardassiani. Inoltre, alcune colonie cardassiane in passato erano colonie della Federazione cedute in seguito al trattato di pace (tra cui una colonia abitata da tribù native americane). I pianeti "acquisiti" sono stati trattati con i metodi cardassiani, ovvero come risorse da sfruttare, mentre gli abitanti erano da sottomettere. 
Tutto ciò ha portato, a partire dall'anno 2360, alla formazione di gruppi ribelli prima sparsi e poi sempre più organizzati. Il principale ordine dei ribelli nemico dei Cardassiani è quello dei Maquis. Il conflittuale rapporto fra Maquis e Cardassiani viene illustrato maggiormente nelle prime stagioni di Star Trek: Deep Space Nine e, in misura minore, anche in Star Trek: Voyager. Benché in quest'ultima serie non vi siano Cardassiani, a eccezione di Seska, il loro carattere viene approfondito, in chiave negativa, dal comportamento subdolo e malvagio di quest'ultima e dai racconti dei numerosi Maquis a bordo.

## Cardassiani celebri
- Elim Garak, interpretato da Andrew Robinson.
- Seska, interpretata da Martha Hackett.
- Skrain Dukat, interpretato da Marc Alaimo.